# Kensi Tangis
Kensi Tangis (20 de enero de 1990) es un futbolista vanuatuense que juega como delantero en el Solomon Warriors.

## Carrera
En 2011 debutó con el Amicale FC. En 2015 viajó a las Islas Salomón para incorporarse al Solomon Warriors. En 2017 pasó al Central Sport de la Polinesia Francesa para disputar la Liga de Campeones de la OFC. Una vez terminada la competencia, regresó al Solomon.

### Clubes
| Club                | País               | Año             |
| ------------------- | ------------------ | --------------- |
| Amicale FC          | Vanuatu            | 2011 - 2015     |
| Solomon Warriors FC | Islas Salomón      | 2015 - 2016     |
| AS Central Sport    | Polinesia Francesa | 2017            |
| Solomon Warriors FC | Islas Salomón      | 2017 - Presente |

### Selección nacional
Representó a Vanuatu en los Juegos del Pacífico 2011 y en la Copa de las Naciones de la OFC 2012 y 2016.